# Polders tussen Axel, Terneuzen en Hoek
De Polders tussen Axel, Terneuzen en Hoek vormen een complex van polders dat zich bevindt tussen de plaatsen Terneuzen, Axel en Hoek.
Centraal in dit complex ligt een voormalige kern van oudlandpolders welke tot midden 13e eeuw een eiland vormden en daarna verbonden werden met de oude Zaamslagpolders. Tal van stormvloeden, en vooral ook de oorlogsinundaties omstreeks 1585, deden deze polders ten onder gaan. Herdijking bracht een vrijwel volledig gewijzigde structuur met zich mee. Reeds in 1606 begon de herdijking.
Het complex bestaat uit de volgende polders:
- Noordpolder
- Buthpolder
- Oude-Eglantierpolder
- Visscherspolder
- Capellepolder
- Lievenspolder
- Zeven Triniteitspolder
- Catspolder
- Zuidpolder
- Sint Annapolder
- Sparkspolder
- Oude-Zevenaarpolder
- Goessche polder (Terneuzen)
- Willemskerkepolder
- Vlooswijkpolder
- Nieuwe-Eglantierpolder
- Nieuw Zevenaar en Koegorspolder
- Kleine-Zevenaar of Noord-Westenrijkpolder
- Sluispolder
- Nieuwe-Koegorspolder
- Lovenpolder
- Koudenpolder
- Loozepolder
- Oud-Westenrijkpolder
- Nieuw-Westenrijkpolder
- Nieuw-Neuzenpolder